# Deltjevo
Deltjevo (bulgariska: Делчево) är ett distrikt i Bulgarien.   Det ligger i kommunen Obsjtina Isperich och regionen Razgrad, i den nordöstra delen av landet, 300 km öster om huvudstaden Sofia.
Trakten runt Deltjevo består till största delen av jordbruksmark. Runt Deltjevo är det ganska glesbefolkat, med 42 invånare per kvadratkilometer.